# Chun Hing Chan
Chun Hing Chan (24 april 1981) is een Hongkongs professioneel wielrenner.

## Palmares
2007
- 3e in de Asian Cycling Championships
- 3e op het Nationaal Kampioenschap elite
- 2e op het Nationaal Kampioenschap individuele tijdrit